# МКС-38
МКС-38 — тридцять восьмий довготривалий екіпаж Міжнародної космічної станції. Його робота розпочалася з 10 листопада 2013 з моменту відстиковки Союз ТМА-09М від станції і тривала до 10 березня 2014 року.

## Екіпаж
| Посада        | з вересня 2013 року        | з 10 листопада 2013 по березень 2014 |
| ------------- | -------------------------- | ------------------------------------ |
| Командир      | Олег Котов (3), ФКА        | Олег Котов (3), ФКА                  |
| Бортінженер 1 | Сергій Рязанський (1), ФКА | Сергій Рязанський (1), ФКА           |
| Бортінженер 2 | Майкл Хопкінс (1), НАСА    | Майкл Хопкінс (1), НАСА              |
| Бортінженер 3 |                            | Коїті Ваката (4), JAXA               |
| Бортінженер 4 |                            | Річард Мастраккіо (4), НАСА          |
| Бортінженер 5 |                            | Михайло Тюрін (3), ФКА               |